# Реакція Торпа — Ціґлера
Реакція Торпа — Ціґлера (англ. Thorpe — Ziegler reaction) — димеризація нітрилiв у імінонітрили під впливом основ, яка у випадку динітрилів супроводиться циклізацією. Якщо під час реакції циклічного імінонітрилу, пр., при алкілюванні, відбувається розмикання циклу — такий процес називають ретрореакцією Торпа (retro-Thorpe).
2RCH2CN —a→ RCH(CN)–C(NH)–CH2R a: EtONa